# Apocalipsis: El Capitán Trotamundos
Apocalipsis: El Capitán Trotamundos es una miniserie de cómics de seis números publicada por Marvel Comics, y la primera de las seis que adaptarán la novela épica de Stephen King Apocalipsis. El cómic estará supervisado por King y escrito por Roberto Aguirre-Sacasa, ilustrado por Mike Perkins y coloreado por Laura Martin. "El Capitán Trotamundos" es tanto el título de la primera sección de la novela como un término por el cual los personajes se refieren al arma biológica que aniquila a una enorme parte de la población humana mundial. Capitán Trotamundos es descrito como un supervirus de gripe altamente contagioso (99,4 %), creado en una instalación militar secreta de Estados Unidos bajo el título de "Proyecto Azul",  y que se manifiesta al comienzo como un simple resfriado que evoluciona rápidamente hasta llevar a la muerte. El virus tiene la capacidad de mutar constantemente al interior del cuerpo humano, sobrepasando las habituales defensas constituidas por los anticuerpos; al mutar tan rápido impide que los anticuerpos lo reconoscan y el virus sigue actuando hasta agotar al organismo y matarlo. Por estas características no era posible diseñar una vacuna efectiva. Sólo un pequeño resto de la población es inmune y King no explica las razones, aunque da a entender que esa inmunidad obedece a designios divinos.
En julio se publicó un libro de bocetos de la serie, promocionando su publicación.